# 31. Festiwal Polskich Filmów Fabularnych w Gdyni
31. Festiwal Polskich Filmów Fabularnych w Gdyni odbył się w dniach 11–16 września 2006 roku. W konkursie głównym o najważniejszą nagrodę imprezy rywalizowały dwadzieścia cztery filmy, z czego czternaście było dziełem debiutantów.
Dyrektorem festiwalu był Leszek Kopeć, a dyrektorem artystycznym – po raz pierwszy – Mirosław Bork, który zastąpił na tym stanowisku Macieja Karpińskiego.
Festiwal w porównaniu z edycjami z lat poprzednich został rozbudowany o nowe sekcje – „Absolwenci w Gdyni”, w której pokazano filmy absolwentów szkół filmowych oraz „Dzień niemiecki”, gdzie wyświetlane były cztery produkcje z kraju naszych zachodnich sąsiadów. Pojawiła się również nowa nagroda pozaregulaminowa. Bursztynowe Lwy zostały przyznane filmowi, który przyciągnął do kin największą liczbę widzów. Jej fundatorem byli wspólnie dystrybutorzy i właściciele kin.

## Werdykt w konkursie głównym

### Film
| Nagroda                | Zwycięzca          | Reżyser                              |
| ---------------------- | ------------------ | ------------------------------------ |
| Złote Lwy              | Plac Zbawiciela    | Joanna Kos-Krauze i Krzysztof Krauze |
| Nagroda Specjalna Jury | Statyści           | Michał Kwieciński                    |
|                        | Co słonko widziało | Michał Rosa                          |

### Aktorzy
| Nagroda                      | Zwycięzca              | Film            |
| ---------------------------- | ---------------------- | --------------- |
| Pierwszoplanowa rola męska   | Zbigniew Zamachowski   | Przybyli ułani  |
| Pierwszoplanowa rola kobieca | Jowita Budnik          | Plac Zbawiciela |
| Drugoplanowa rola męska      | Krzysztof Kiersznowski | Statyści        |
| Drugoplanowa rola kobieca    | Anna Romantowska       | Statyści        |
|                              | Ewa Wencel             | Plac Zbawiciela |
| Debiut aktorski              | Marta Malikowska       | Przebacz        |

### Reżyseria
| Nagroda           | Zwycięzca       | Film                         |
| ----------------- | --------------- | ---------------------------- |
| Najlepszy reżyser | Marek Koterski  | Wszyscy jesteśmy Chrystusami |
| Debiut reżyserski | Mariusz Gawryś  | Sztuka masażu                |
|                   | Xawery Żuławski | Chaos                        |

### Scenariusz
- Jarosław Sokół za Statyści

### Zdjęcia
- Bogumił Godfrejów za Z odzysku
- Arkadiusz Tomiak za Statyści i Palimpsest

### Muzyka
- Paweł Szymański za Plac Zbawiciela

### Kostiumy
- Anna Englert za Chaos

### Scenografia
- Joanna Doroszkiewicz za Jasminum

### Montaż
- Jarosław Kamiński za Z odzysku

### Dźwięk
- Piotr Domaradzki za Co słonko widziało

### Nagrody dodatkowe
| Nagroda                      | Zwycięzca                    | Reżyser                 |
| ---------------------------- | ---------------------------- | ----------------------- |
| Nagroda Publiczności         | Jasminum                     | Jan Jakub Kolski        |
| Nagroda Dziennikarzy         | Plac Zbawiciela              | J.Kos-Krauze i K.Krauze |
| Nagroda Prezydenta Polski    | Plac Zbawiciela              | J.Kos-Krauze i K.Krauze |
| Nagroda Prezesa TVP          | Plac Zbawiciela              | J.Kos-Krauze i K.Krauze |
| Nagroda Rady Programowej TVP | Statyści                     | Michał Kwieciński       |
| Nagroda Prezesa SFP          | Wszyscy jesteśmy Chrystusami | Marek Koterski          |
| Bursztynowe Lwy              | Tylko mnie kochaj            | Ryszard Zatorski        |

## Konkurs główny

### Filmy zakwalifikowane
- Bezmiar sprawiedliwości Wiesława Saniewskiego
- Chaos Xawerego Żuławskiego
- Chłopiec na galopującym koniu Adama Guzińskiego
- Co słonko widziało Michała Rosy
- Czeka na nas świat Roberta Krzempka
- Francuski numer Roberta Wichrowskiego
- Fundacja Filipa Bajona
- Hi way Jacka Borusińskiego
- Hiena Grzegorza Lewandowskiego
- Ja wam pokażę! Denisa Delicia
- Jasminum Jana Jakuba Kolskiego
- Kto nigdy nie żył… Andrzeja Seweryna
- Palimpsest Konrada Niewolskiego
- Plac Zbawiciela Joanny Kos-Krauze i Krzysztofa Krauzego
- Przebacz Marka Stacharskiego
- Przybyli ułani Sylwestra Chęcińskiego
- Samotność w sieci Witolda Adamka
- Statyści Michała Kwiecińskiego
- Summer Love Piotra Uklańskiego
- Szatan z siódmej klasy Kazimierza Tarnasa
- Sztuka masażu Mariusza Gawrysia
- Wstyd Piotra Matwiejczyka
- Wszyscy jesteśmy Chrystusami Marka Koterskiego
- Z odzysku Sławomira Fabickiego

### Skład jury
- Feliks Falk, przewodniczący (reżyser)
- Jan Kanty Pawluśkiewicz (kompozytor)
- Anna Kazejak-Dawid (reżyser)
- Grzegorz Kędzierski (operator)
- Dorota Kolak (aktorka)
- Grzegorz Łoszewski (scenarzysta)
- Jerzy Michaluk (producent)
- Edward Żebrowski (scenarzysta i reżyser)*

* Po pierwszym dniu festiwalu Żebrowski zrezygnował z zasiadania w jury, tłumacząc się kłopotami zdrowotnymi.

## Gala wręczenia nagród
Wręczenie nagród odbyło się 16 września w Teatrze Muzycznym w Gdyni.
| Nazwisko                                  | Rola                                                         |
| ----------------------------------------- | ------------------------------------------------------------ |
| Grażyna Torbicka                          | Prowadząca                                                   |
| Maciej Stuhr                              | Prowadzący                                                   |
| Feliks Falk                               | Werdykt w kategorii: Złote Lwy Gdyńskie                      |
| Elżbieta Kruk                             | Werdykt w kategorii: Nagroda Specjalna Jury                  |
| Kinga Preis                               | Werdykt w kategorii: Nagroda za pierwszoplanową rolę męską   |
| Krzysztof Kolberger                       | Werdykt w kategorii: Nagroda za pierwszoplanową rolę kobiecą |
| Ewa Kasprzyk                              | Werdykt w kategorii: Nagroda za drugoplanową rolę męską      |
| Mirosław Baka                             | Werdykt w kategorii: Nagroda za drugoplanową rolę kobiecą    |
| Wojciech Szczurek                         | Werdykt w kategorii: Nagroda za debiut aktorski              |
| Juliusz Machulski                         | Werdykt w kategorii: Nagroda za najlepszą reżyserię          |
| Agnieszka Odorowicz                       | Werdykt w kategorii: Nagroda za najlepszy debiut reżyserski  |
| Grzegorz Łoszewski                        | Werdykt w kategorii: Nagroda za najlepszy scenariusz         |
| Grzegorz Kędzierski                       | Werdykt w kategorii: Nagroda za najlepsze zdjęcia            |
| Agnieszka Dygant                          | Werdykt w kategorii: Nagroda za najlepszą muzykę             |
| Tamara Arciuch                            | Werdykt w kategorii: Nagroda za najlepsze kostiumy           |
| Małgorzata Pieczyńska                     | Werdykt w kategorii: Nagroda za najlepszą scenografię        |
| Maria Gładkowska                          | Werdykt w kategorii: Nagroda za najlepszy montaż             |
| Agata Kulesza                             | Werdykt w kategorii: Nagroda za najlepszy dźwięk             |
| Roman Jarosz przedstawiciel Silver Screen | Werdykt w kategorii: Nagroda Publiczności                    |
| Elżbieta Jakubiak                         | Werdykt w kategorii: Nagroda Prezydenta Polski               |
| Bronisław Wildstein                       | Werdykt w kategorii: Nagroda Prezesa TVP                     |
| Janina Jankowska przewodnicząca Rady      | Werdykt w kategorii: Nagroda Rady Programowej TVP            |
| Janusz Majewski                           | Werdykt w kategorii: Nagroda Prezesa SFP                     |

## Konkurs kina niezależnego

### Filmy zakwalifikowane
- 0101 Pawła Łukomskiego
- 102,7 MHzSławomira Macugi
- Cold Kenya Laurence’a Walsha
- Emilka płacze Rafała Kapelińskiego
- Iskra Arkadiusza Renca i Jędrzeja Taranka
- Jak przed wojną Eugeniusza Klucznioka
- Kraina snu Jarosława Kupścia
- Luna Cyrku Shuty
- Off Mathiasa Mezlera
- Olek Sławomira Kulikowskiego
- Pajęczyna szczęścia Piotra Kielara
- Polisz kicz projekt... kontratakuje Mariusza Pujszo
- Rajustopy Roberta Wista
- Rzeźnia nr 1 Dominika Matwiejczyka
- Smutne życie Szymona T. Tomasza Porębskiego
- Sobowtór Bodo Koxa
- Studia upadku Dariusza Nojmana
- Szczęściarze Agnieszki Gomułki
- Teraz Polska Michała Bilińskiego
- Walczak Retro Agit Artura Tomczaka
- Wędrowiec Franciszka Dzidy

### Skład jury
- Janusz Kijowski, przewodniczący (reżyser)
- Rafał Buks (producent)
- Bogumił Godfrejów (operator)
- Maciej Migas (reżyser)
- Jan Komasa (reżyser)

### Werdykt
| Nagroda                                       | Zwycięzca                           | Reżyser          |
| --------------------------------------------- | ----------------------------------- | ---------------- |
| Nagroda Główna                                | Emilka płacze                       | Rafał Kapeliński |
| Nagroda Specjalna Jury                        | Kraina snu                          | Jarosław Kupść   |
| Nagroda Specjalna Multimedia Polska           | Polisz kicz projekt... kontratakuje | Mariusz Pujszo   |
| Nagroda Specjalna Organizatorów FFP w Seattle | Emilka płacze                       | Rafał Kapeliński |

- Wyróżnienie honorowe:
  - Michał Biliński za reżyserię filmu Teraz Polska

- Wyróżnienia Jury:
  - Tomasz Augustynek za zdjęcia do filmu Cold Kenya
  - Grupa Dariusz Nojmana – twórcy filmu Studia upadku